# Grupa Armijna Kummera

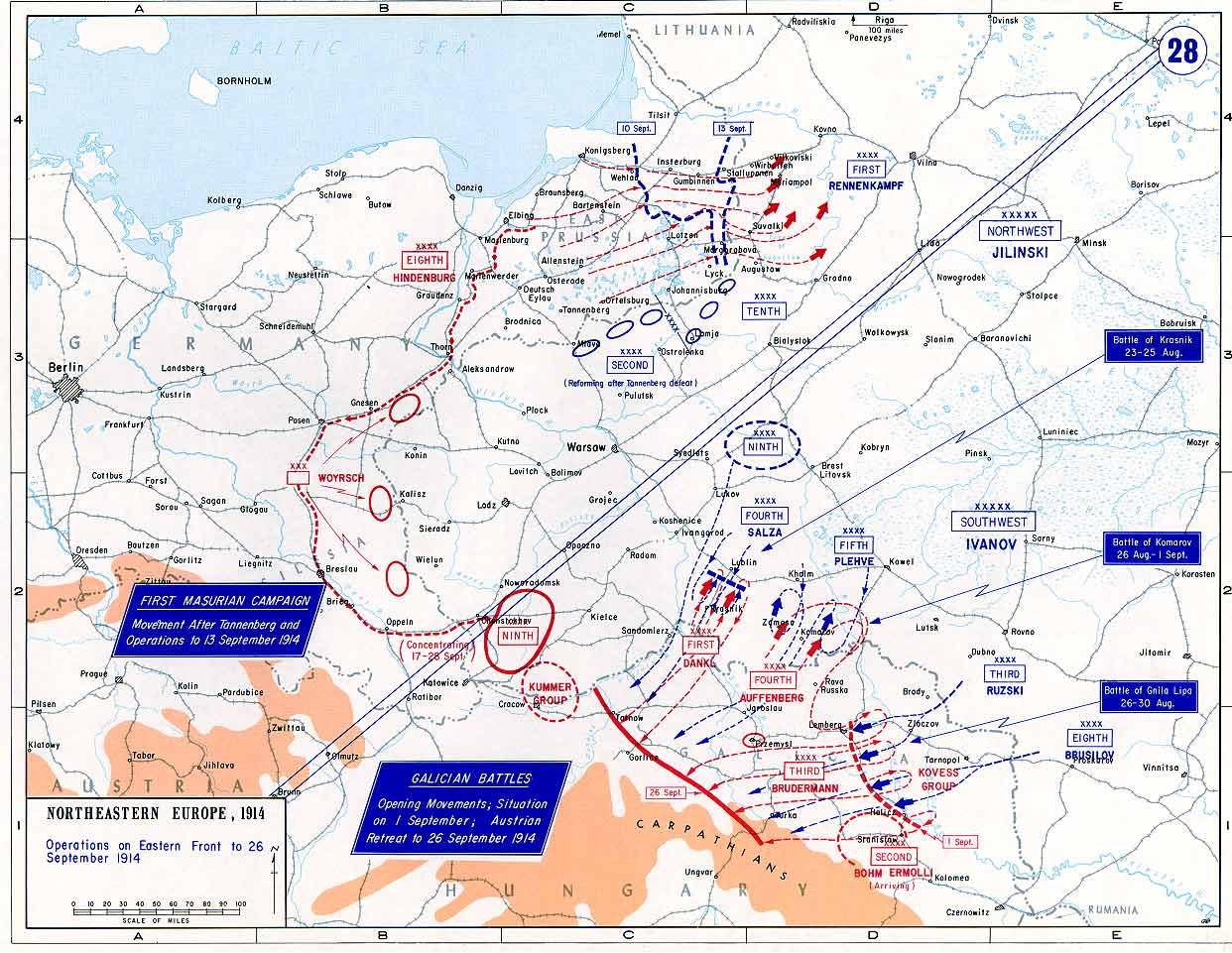
Lokalizacja Grupy Kummera we wrześniu 1914

Grupa Armijna Kummera – austro-węgierska grupa armijna pod dowództwem gen. Heinricha Kummera von Falkenfelda, utworzona w 1914, przed wybuchem I wojny światowej.
Szefem sztabu Grupy był płk Karl Gottlicher. W skład grupy wchodziły:
- 7 Dywizja Kawalerii Austro-Węgier
- 95 Dywizja Piechoty Landsturmu (wydzielona do obrony Twierdzy Kraków)
- 106 Dywizja Piechoty Landsturmu
- 100 Brygada Piechoty Landsturmu

Do Grupy przydzielono później również Legion Zachodni
Zadaniem Grupy było opanowanie Jury Krakowsko-Częstochowskiej oraz zapewnienie łączności i osłonięcie styku pomiędzy armią Austro-Węgier, a armią niemiecką (dokładnie korpusem obrony terytorialnej pod dowództwem gen. dyw. piechoty Remusa von Woyrscha, operującym na Górnym Śląsku).